# Prison de Pont-l'Évêque
Vous lisez un « bon article » labellisé en 2019.
L'ancienne prison, appelée aussi Joyeuse Prison, est un immeuble construit au début du XIXe siècle à Pont-l'Évêque dans le département français du Calvados en région Normandie. C'est un très rare exemple en France d'édifice de l'administration pénitentiaire conservé après sa fermeture, le sort habituellement réservé étant la démolition ou une transformation.
L'édifice est affecté à l'incarcération de détenus de sa mise en service à la fin du premier quart du XIXe siècle jusqu'à sa fermeture dans les années 1950, à la suite d'un scandale qui éclaboussa l'institution judiciaire et fut le prétexte à une comédie populaire dans la même décennie avec Michel Simon, et qui immortalisa le lieu. Il avait été auparavant le lieu de détention et de transit de résistants et autres victimes de la barbarie nazie pendant l'Occupation, épisode méconnu avant 2022.
Après un abandon de plusieurs décennies, l'édifice est acheté par la commune au début des années 2000 ; il fait l'objet d'une restauration soignée et d'une patrimonialisation considérée comme réussie, et particulièrement rare. Au début du XXIe siècle, l'état de conservation de l'édifice est un « témoignage exceptionnel du renouveau de l'architecture carcérale du début du 19e siècle » et, selon J.-F. Alonzo, enseignant à l'École nationale d'administration pénitentiaire « le vestige d'un passé proche et lointain ».

## Localisation
L'ancienne prison est située derrière le tribunal à Pont-l'Évêque, à mi-chemin entre Deauville et Lisieux, au no 5 de la rue Eugène-Pian. La rue Eugène-Pian est une rue transversale aux deux axes que sont la rue de la Vicomté et surtout la rue Saint-Michel, portion urbaine de l'ancienne RN 175 et actuelle D 675.
La prison est située dans le centre historique de la commune, sur l'emprise de cours de l'ancien couvent des Dominicaines dont ne subsiste qu'un bâtiment à pan de bois daté du XVIIe siècle.

## Construction et histoire auXIXesiècle
La construction de la prison a lieu après la réforme judiciaire de la Révolution française et de l'Empire, et alors qu'une réflexion s'engage sur les lieux de privation de liberté. La prison est utilisée pendant 130 ans de 1823 à 1953.

### Genèse

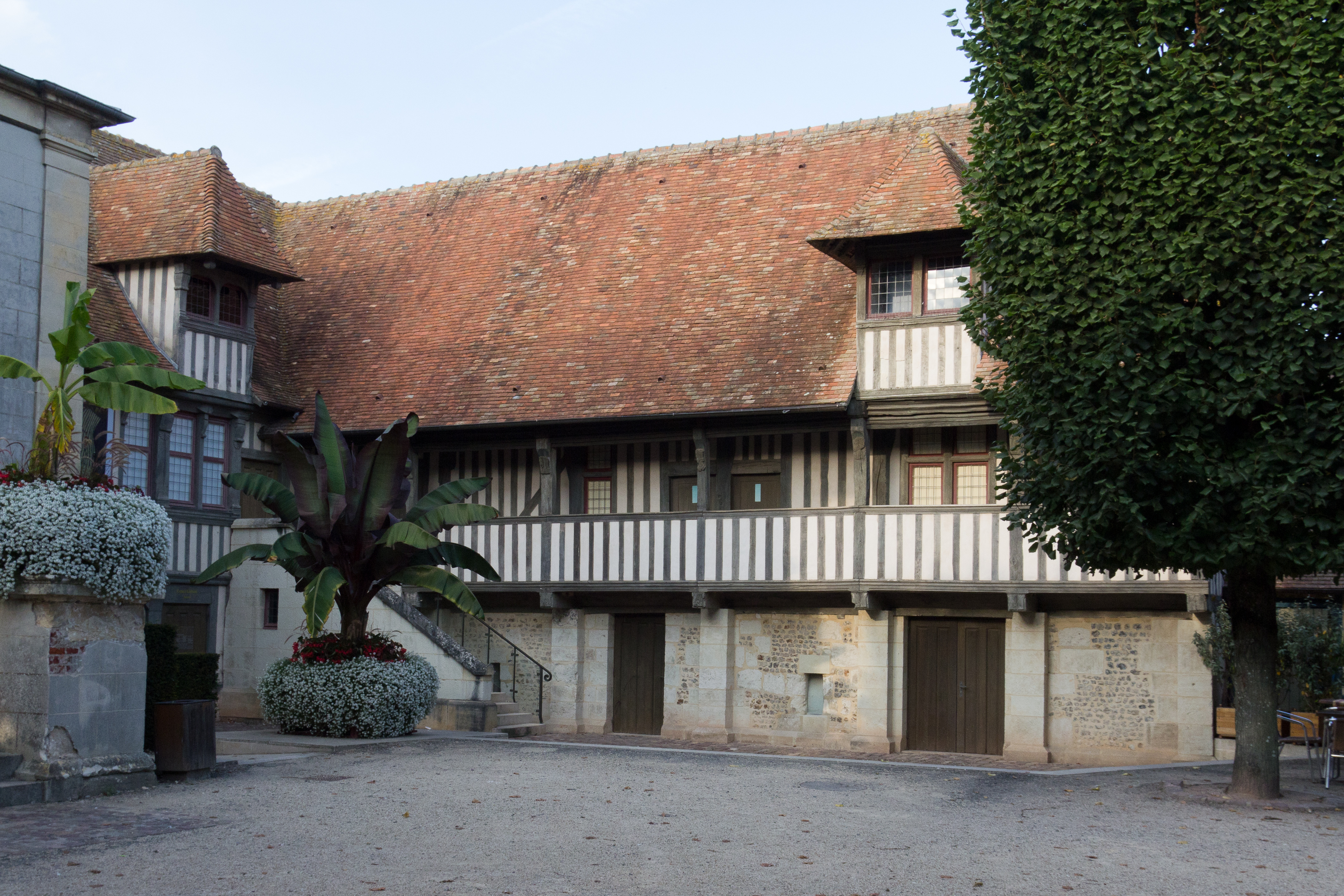
Bâtiment subsistant du couvent des Dominicains de l'Isle.

La Révolution française met fin aux châtiments corporels tel le pilori et la règle devient l'emprisonnement, coexistant avec la peine de mort et les peines aux travaux forcés. Le nombre de prisons est réduit de 1 000 à 400, et l'administration pénitentiaire se met en place avec les différents niveaux de prisons contrôlés par les préfets.
En 1810 est promulgué le Code pénal de 1810 qui ré-introduit la prison à perpétuité et la marque au fer rouge. Une somme de 11 millions de francs est affectée à la restauration ou au remplacement de « geôles insalubres et vétustes de l'Ancien Régime », cependant ces travaux n'ont pas lieu du fait de la campagne de Russie. Une ordonnance du 9 septembre 1814, au début de la Restauration, évoque une réforme des prisons et le rôle de la religion et du travail dans le monde carcéral. En 1818 le ministre de l'Intérieur Joseph-Henri-Joachim Lainé remet un Rapport au roi sur la situation des hospices, des enfants trouvés, des aliénés, de la mendicité et des prisons. L'année suivante est fondée une Société royale pour l’amélioration des prisons qui permet d'effectuer des travaux dans plus de 270 lieux de détention dans le pays. Le nouveau ministre de l'Intérieur Élie Decazes commande en 1819 une vaste enquête sur la situation des prisons et celle-ci n'est guère satisfaisante dans le Calvados : elles sont qualifiées d'« insalubres et insuffisantes » sauf à Vire. D'autres ouvrages et rapports sont édités par Louis René Villermé, Jean-Pierre Danjou et François Barbé-Marbois. Celui-ci écrit un Rapport sur l’état des prisons du Calvados, de l’Eure, de la Manche et de la Seine-Inférieure dans lequel il qualifie l'édifice de Pont-l'Évêque de prison la « plus hideuse ». La Société de la morale chrétienne joue également un rôle dans le mouvement qui s'amorce.
La construction de la prison de Pont-l'Évêque prend donc place au moment où s'élabore la volonté de réformer en profondeur le système carcéral français et elle est « un des maillons essentiels de l'histoire de l'architecture carcérale française », précédant la « fièvre cellulaire de la Monarchie de Juillet ». La criminalité en Basse-Normandie est très forte avec un taux d'environ 20 pour 100 000 vers 1825 et de la moitié de ce chiffre encore au début du XXe siècle.

### Construction

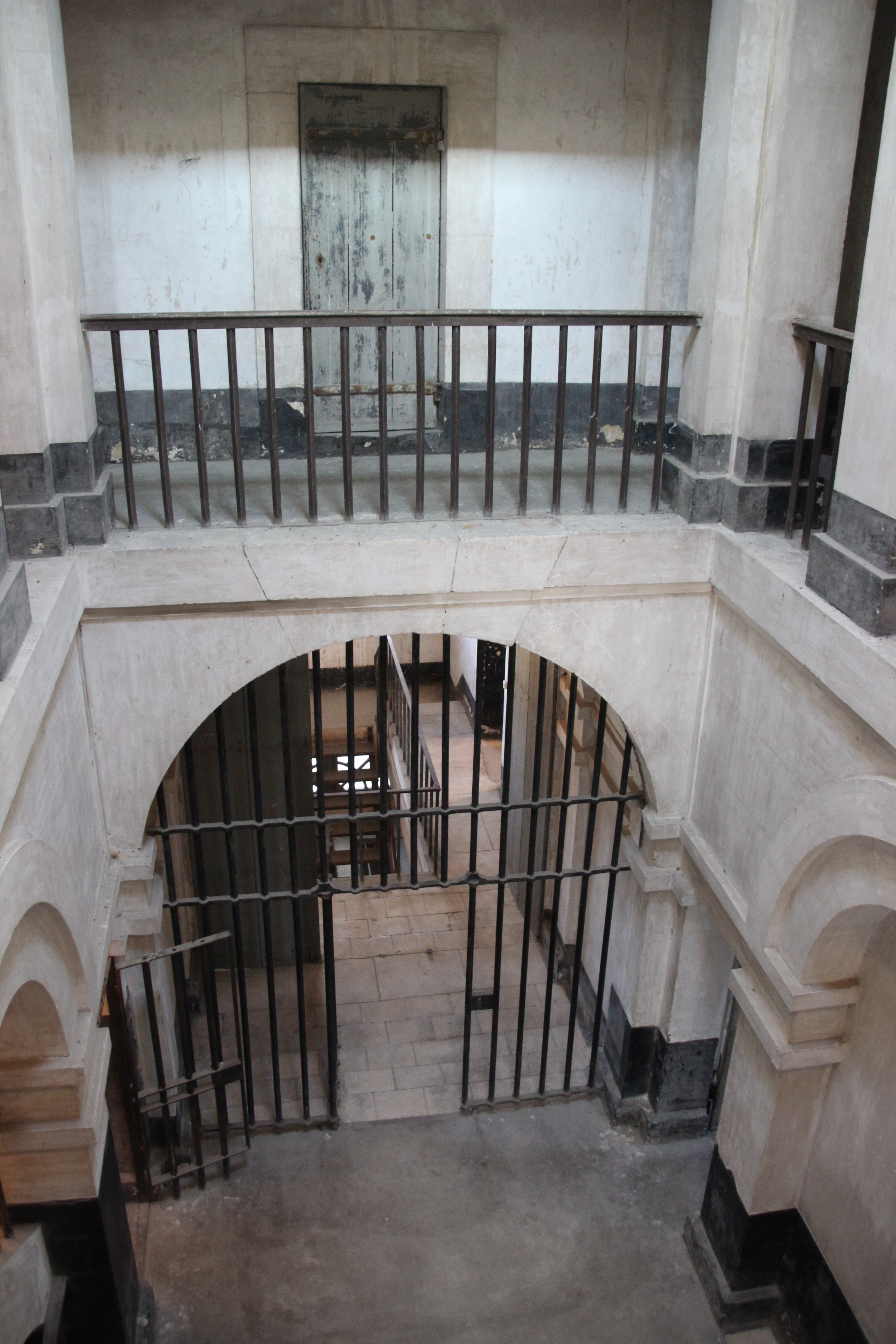
Vue vers l'ancienne chapelle au niveau du puits de lumière.

Avant la construction de la prison, la commune n'en possède pas. Une partie de la maison d'un particulier, le sieur Labbey, en fait fonction. Elle a une capacité d'accueil de 76 personnes et reçoit en moyenne 900 personnes par an selon le maire. Le propriétaire se fait payer 500 francs de loyer selon un rapport du préfet Charles Ambroise de Caffarelli du Falga. Les détenus ne sont séparés ni selon les délits ni même selon le sexe, sauf la nuit pour cette dernière catégorie. Ils ne peuvent pas travailler et la promiscuité règne. Les effectifs accueillis dépassent souvent la capacité d'accueil de 76 places avec des mois à 86, voire 90 occupants et cet établissement n'est « ni sûr […] ni salubre ». Caffarelli indique dans son rapport qu'une somme de 50 000 francs est nécessaire pour un nouvel établissement.

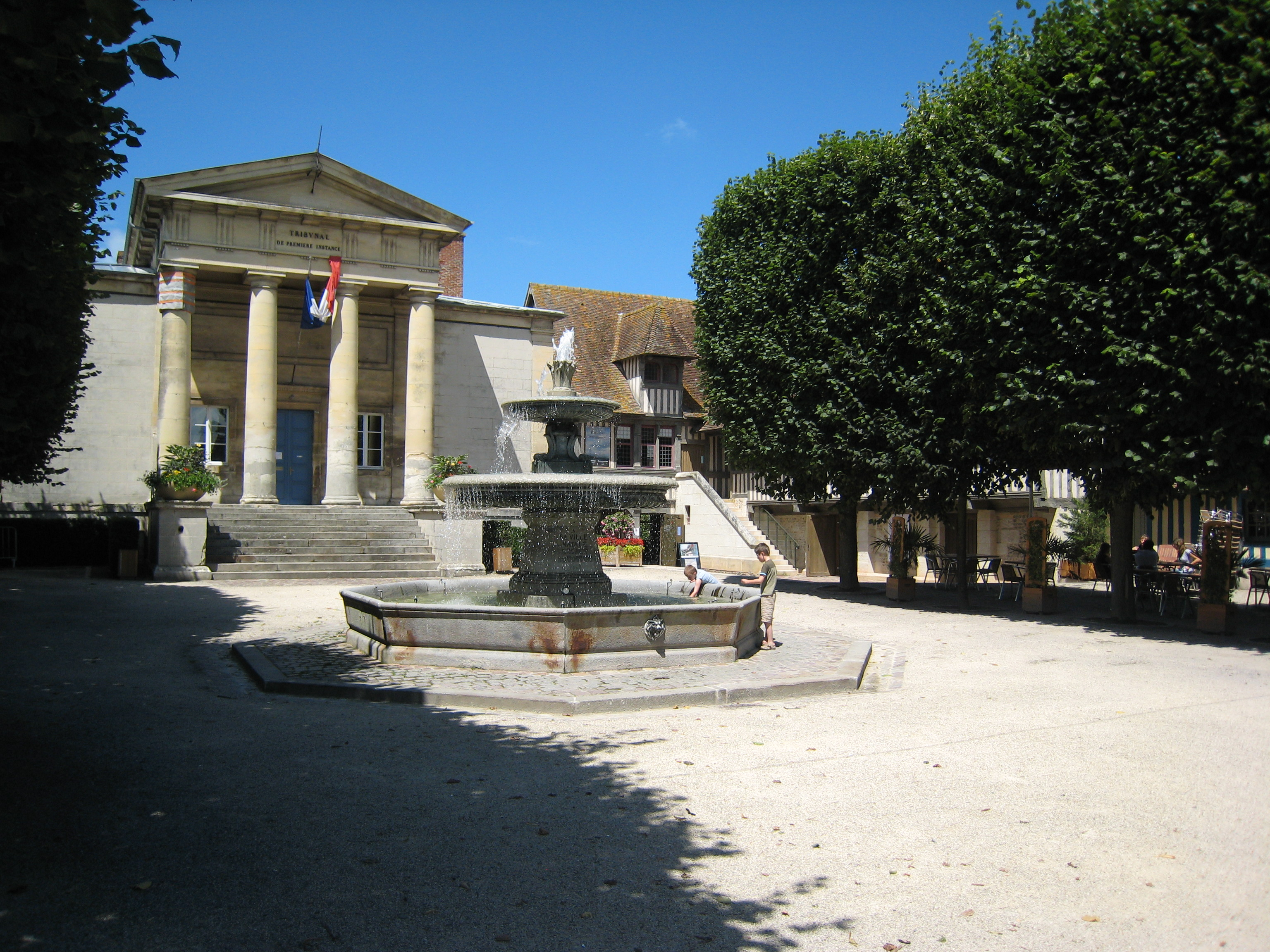
La place des Dominicaines avec l'ancien tribunal.

Après avoir envisagé de transformer un bâtiment existant de la commune, le couvent des Dominicaines ou la halle aux blés, il est décidé de construire un nouvel édifice afin de ne pas utiliser un édifice à pan de bois fragile surtout en cas d'incendie.
Tout comme l'édifice voisin, le tribunal de Pont-l'Évêque, la prison est bâtie sur l'emplacement d'éléments du couvent des Dominicaines de l'Isle fermé en 1792, en particulier les cours conventuelles et certains bâtiments de l'institution religieuse. Le tribunal pour sa part est bâti sur les emprises de l'ancienne église de la même institution.
La construction de la prison et du tribunal est décidée par un décret impérial du 25 mai 1811 ou du 15 mai 1811 ; le texte prévoit une nouvelle prison à Falaise en plus de celle de Pont-l’Évêque. Les plans doivent être fournis avant le 1er septembre 1812, et la construction de l'édifice carcéral s'achève en 1823, celle du tribunal s'achevant pour sa part en 1828.
La construction est menée par Jean-Baptiste Philippe Harou dit le Romain né à Bernay en 1761 et mort en 1822. Elle est terminée par son fils Romain Harou. Ce dernier reçoit le deuxième Grand prix d'architecture en 1788 et occupe une place importante dans la politique culturelle pendant la Révolution française. L'entreprise chargée des travaux est située au Havre.

## Architecture
L'architecte conçoit un bel édifice qui traduit dans la pierre l'avancement des réflexions sur les prisons, même s'il n'a pas tout prévu et doit intégrer habilement des changements à son projet en cours de réalisation.

### Architecture obéissant aux conceptions philanthropiques

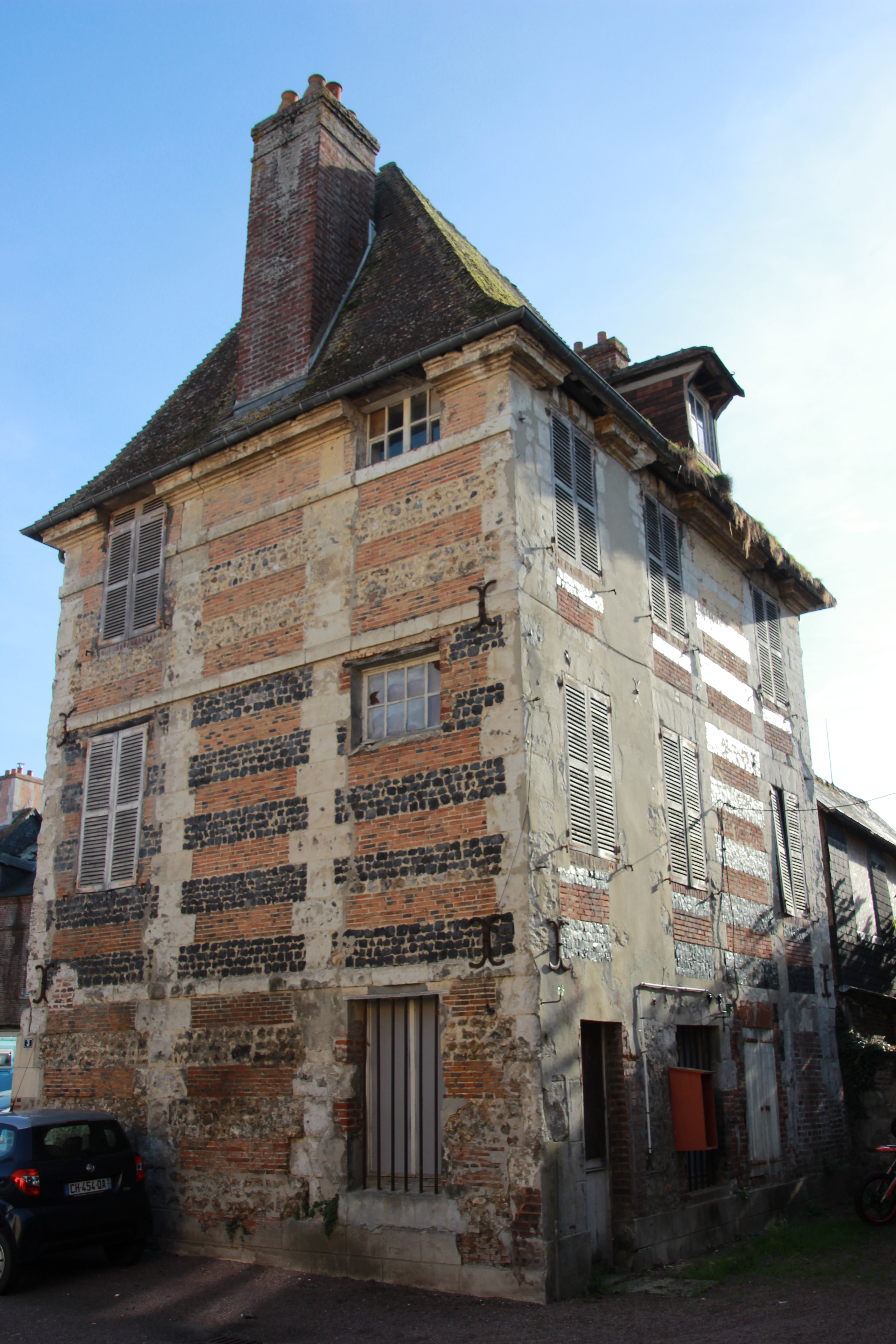
Le bâtiment de la vicomté d'Auge du XVII, qui a inspiré Harou-Romain.

L'édifice est construit en pierres, briques et silex, le tout donnant « un très bel aspect polychrome ». L'architecture est néo-classique et les façades sont soignées. L'architecte a fait preuve de « soin esthétique et […] [de] raffinement » : l'édifice est « fonctionnel dans son plan, rythmé par la symétrie, esthétique dans son aspect ». Harou-Romain s'est inspiré du bâtiment tout proche du siège de la vicomté d'Auge daté du XVIIe siècle qui possède lui aussi une polychromie du fait de différents matériaux de construction.
Le soubassement est un damier de silex et de pierre, les étages sont constitués de briques avec des chaînages et des encadrements de pierre. Un escalier en granit dessert la façade sud de l'édifice, la plus proche du tribunal. Le centre de la façade nord est occupé par une demi-tour en pierre qui abrite le logement de fonction du gardien-chef, cette tour matérialise en outre la séparation entre le côté des hommes et celui destiné aux femmes et aux enfants. La pente de la toiture est faible.
Le plan de l'édifice obéit aux « préoccupations philanthropiques » avec une organisation symétrique, un « souci […] de classement, d’ordre, d’éducation et de religion, avec des quartiers affectés ». L'édifice est construit selon des principes de symétrie : les sexes sont séparés, la chapelle est située au centre, la surveillance est constante et les détenus disposent de parloirs. Selon les principes philanthropiques que l'architecture de la prison veut matérialiser, l'hygiène doit être améliorée et les chaînes supprimées afin de permettre la rédemption des prisonniers par la religion et l'instruction.

Vues extérieures de l'édifice
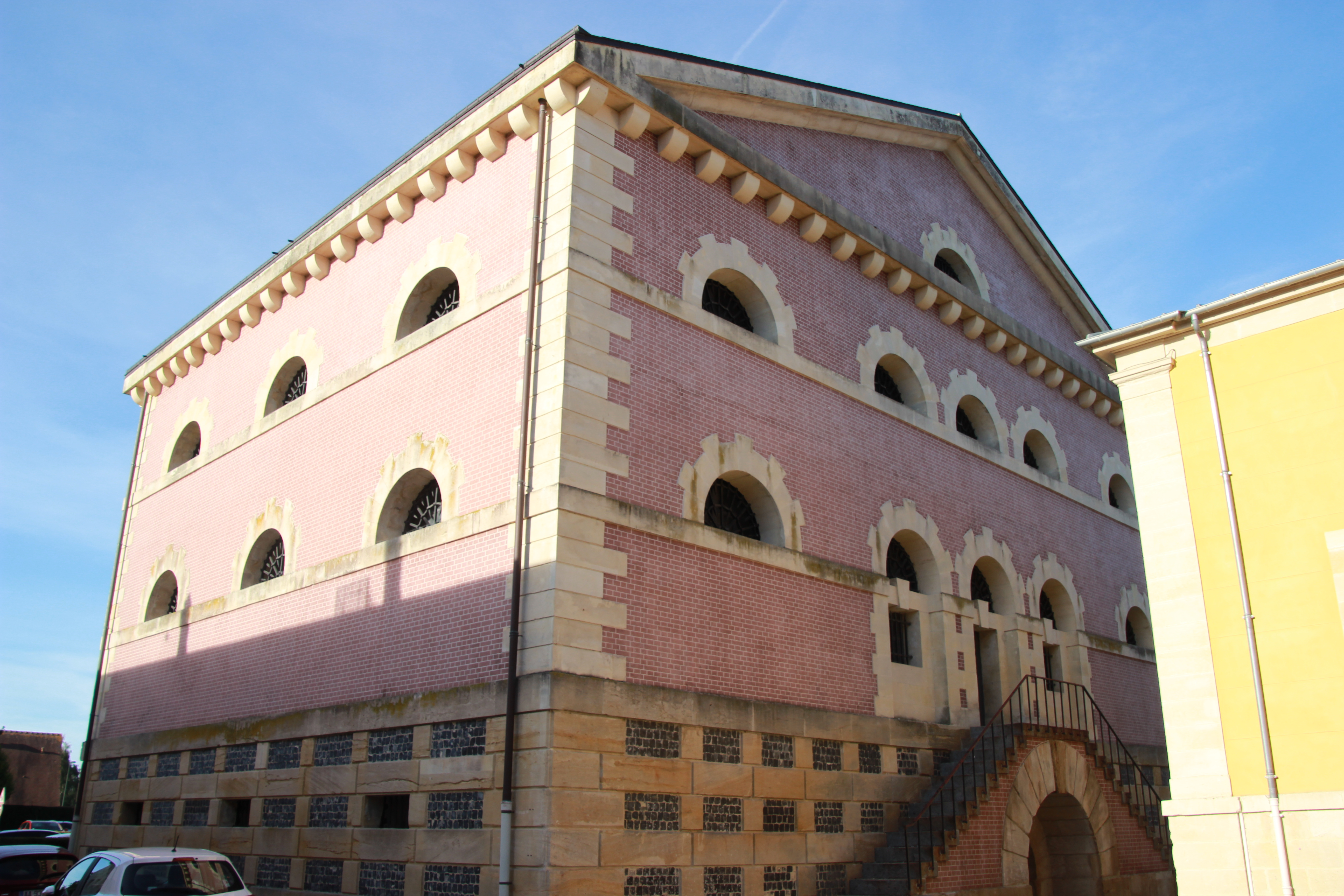
Façade de la prison côté tribunal.
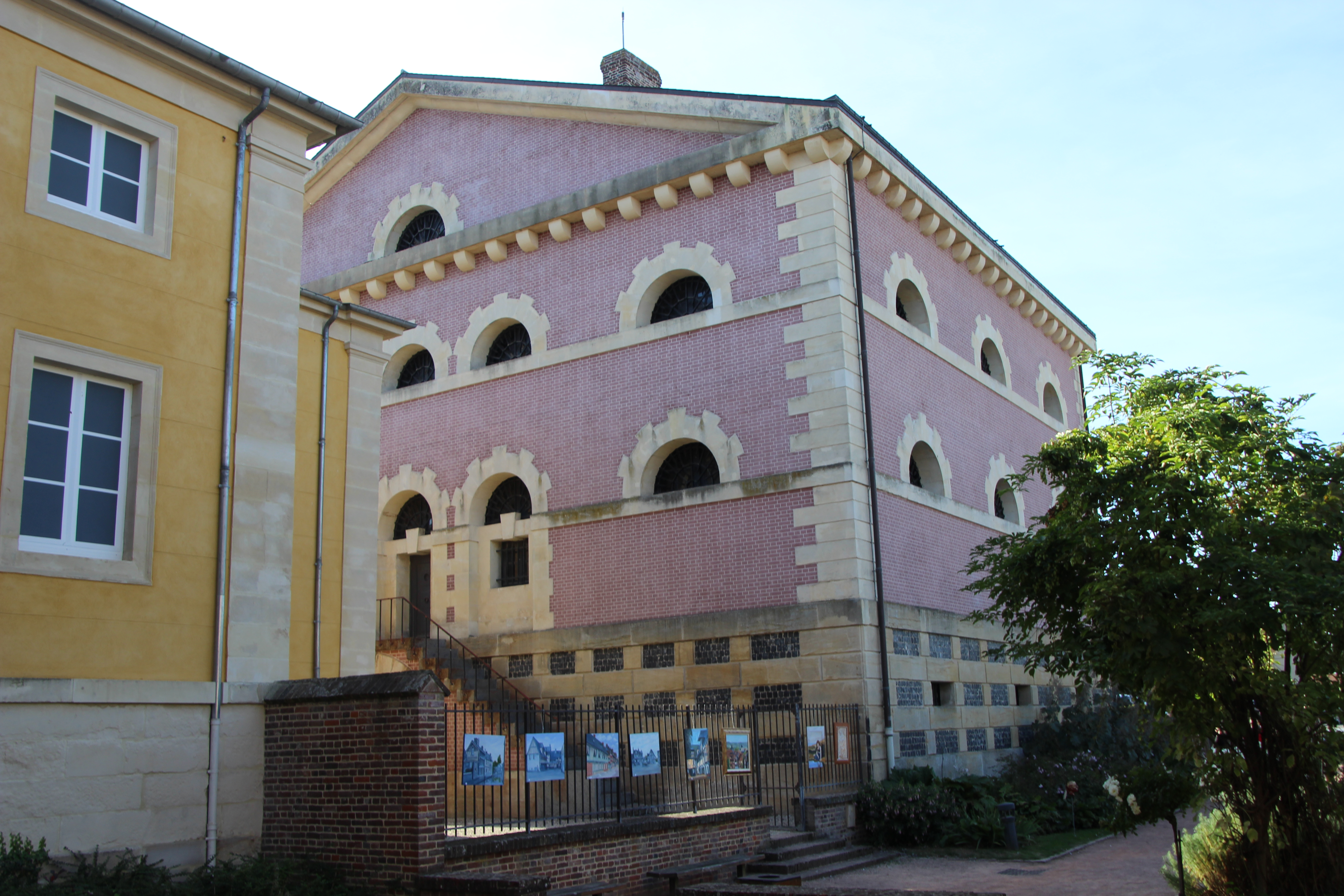
Façade de la prison côté espace culturel des Dominicains.
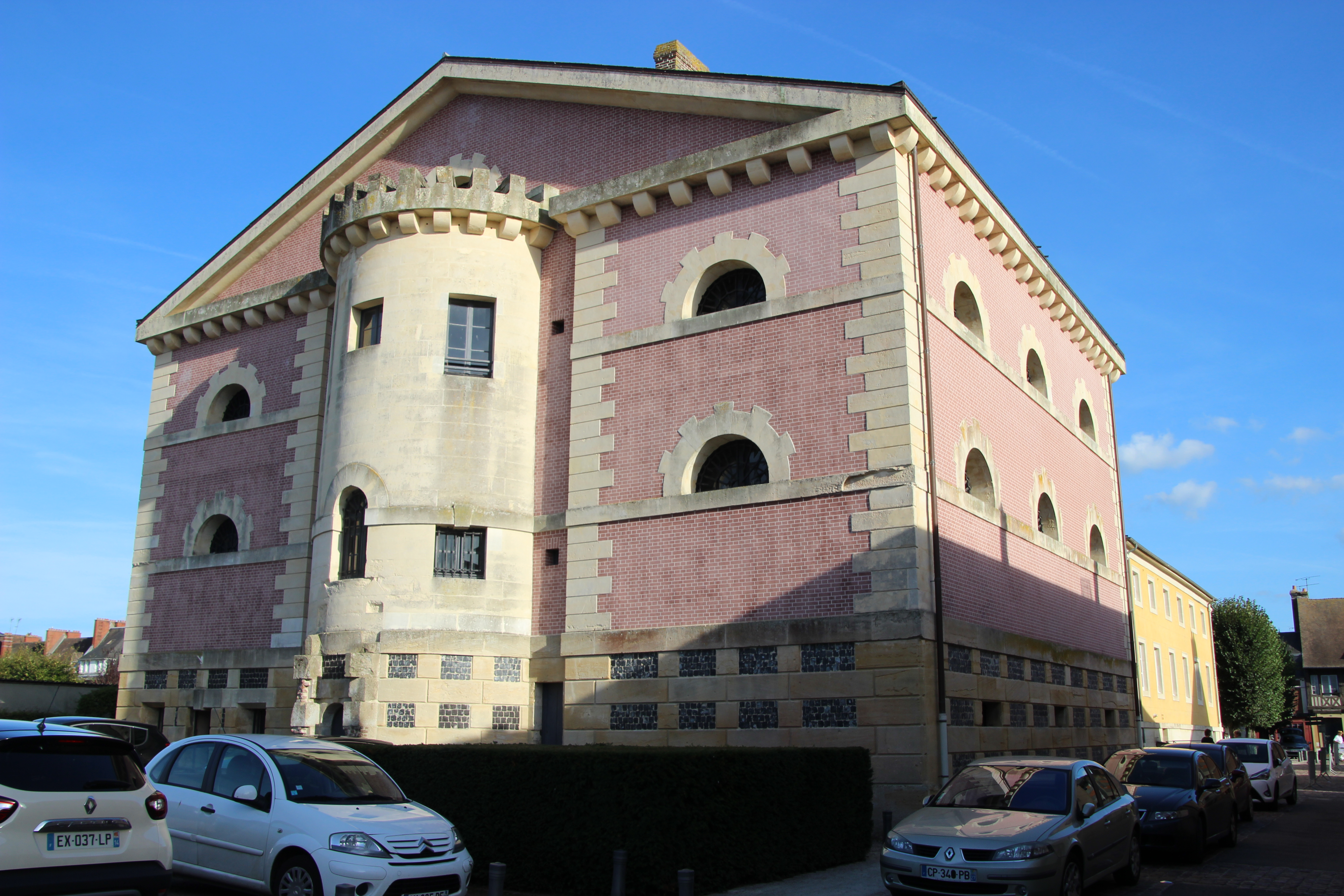
Façade de la prison côté rue de la Vicomté.

### Organisation intérieure de l'édifice

Plan du 1er étage de la prison.

La prison est initialement destinée à accueillir environ 40 détenus. Les sexes sont séparés aux deux étages comportant des cellules collectives. La cour est également divisée en deux, pour chacun des sexes,, et ceinture l'édifice sur trois côtés. Chaque étage comprend quatre cellules collectives de 25 m2 ; les détenus sont séparés selon le sexe et selon l'avancée judiciaire de leur situation. La prison comporte des parloirs et des bureaux, ainsi que des logements de fonction dont celui du gardien-chef, présent sur deux étages de la demi-tour.
Au centre de l'édifice se trouvent un puits de lumière et une chapelle. Cet espace religieux a été ajouté après coup : il n'existe pas sur les plans primitifs fournis par Harou-Romain, l'aménagement sous le puits de lumière a permis de faire jouer « sur la symbolique religieuse ». L'assistance aux offices religieux est possible depuis les paliers. Une bibliothèque à disposition des prisonniers comptant 112 ouvrages est présente en 1868.
Les cachots sont dans la base de l'édifice et la prison possède des mitards. La prison conserve des graffitis qui n'ont pas été étudiés.

Vues intérieures de l'édifice
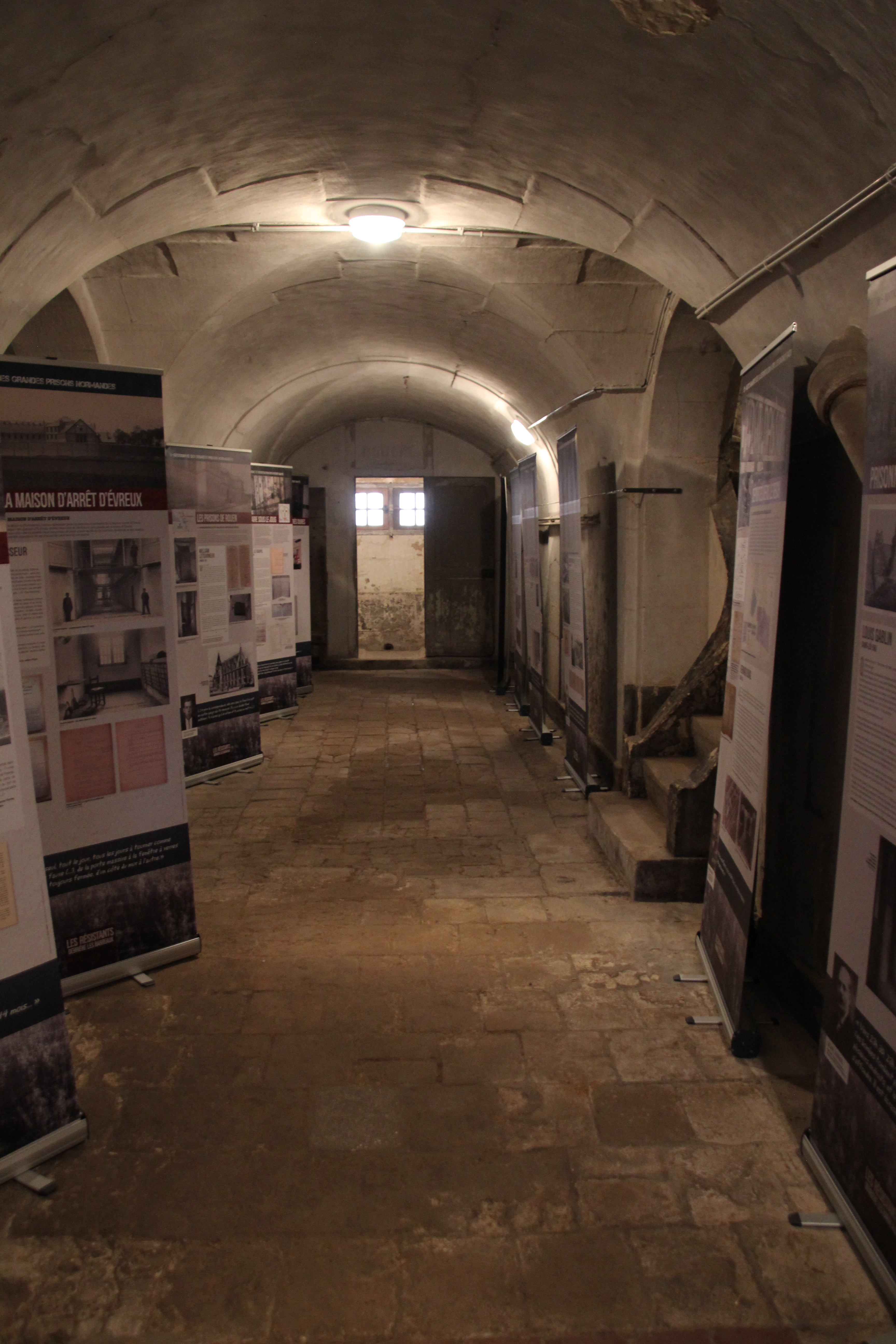
Couloir du rez-de-chaussée.
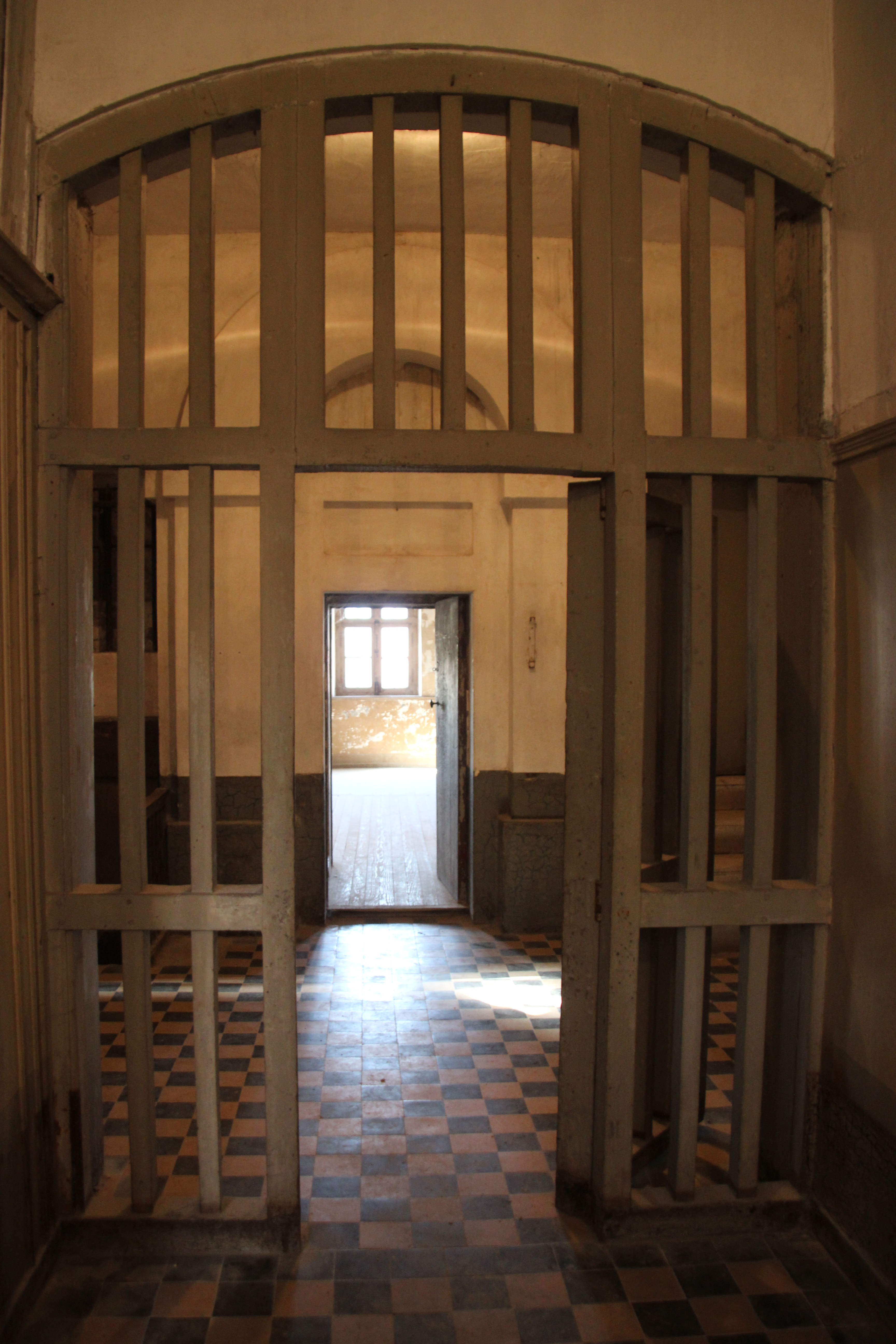
Accès intérieur à la prison.
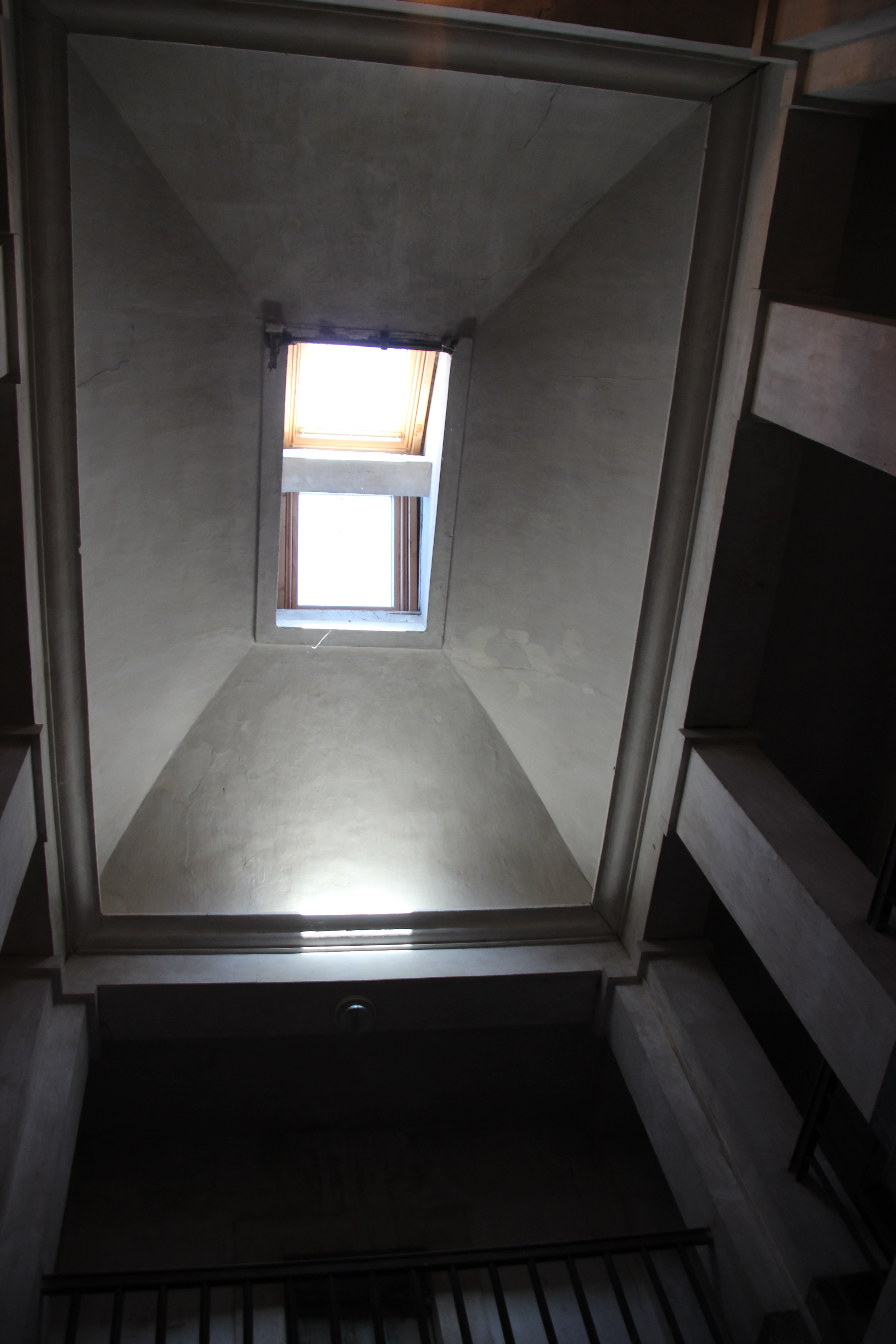
Puits de lumière.
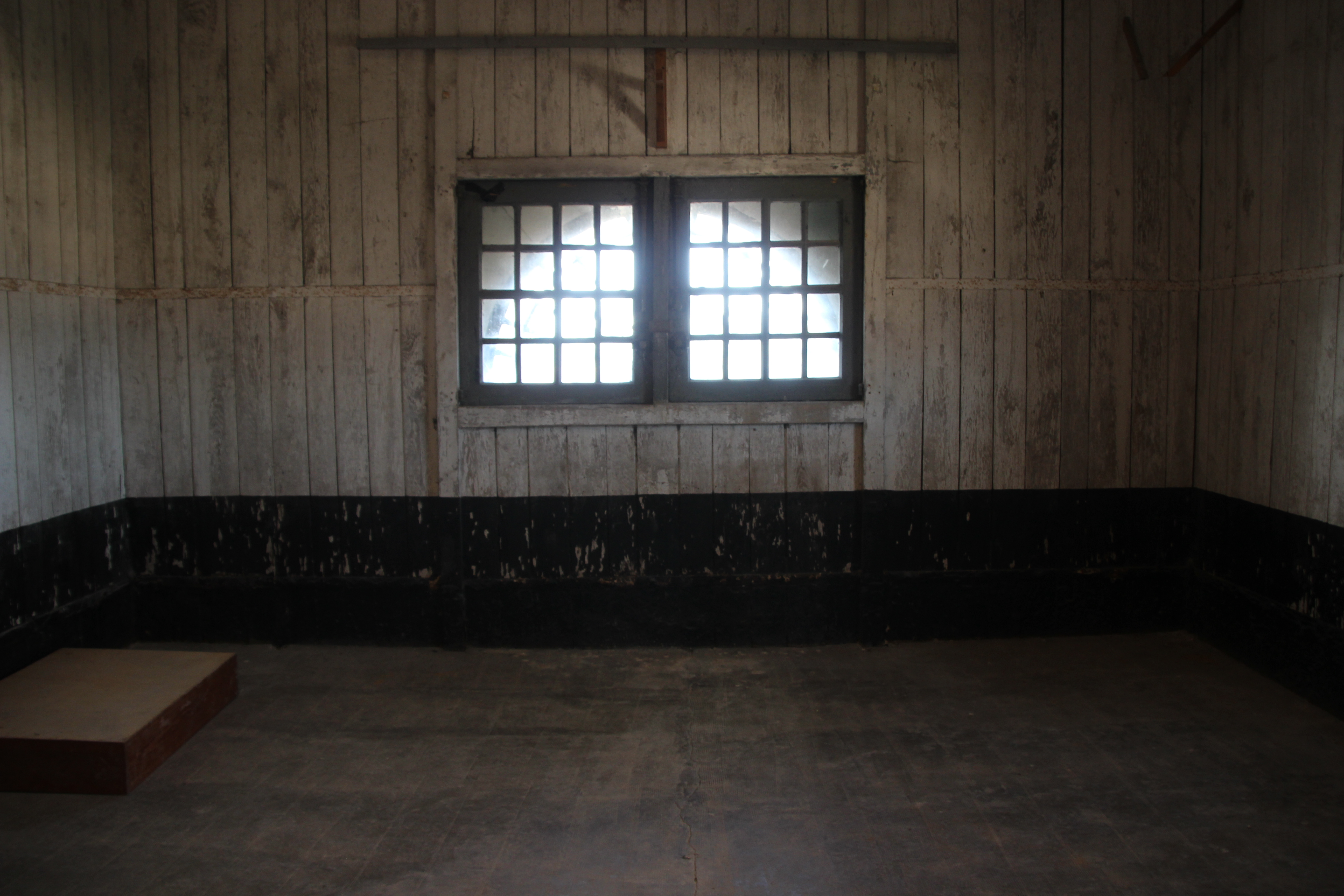
Cellule collective.
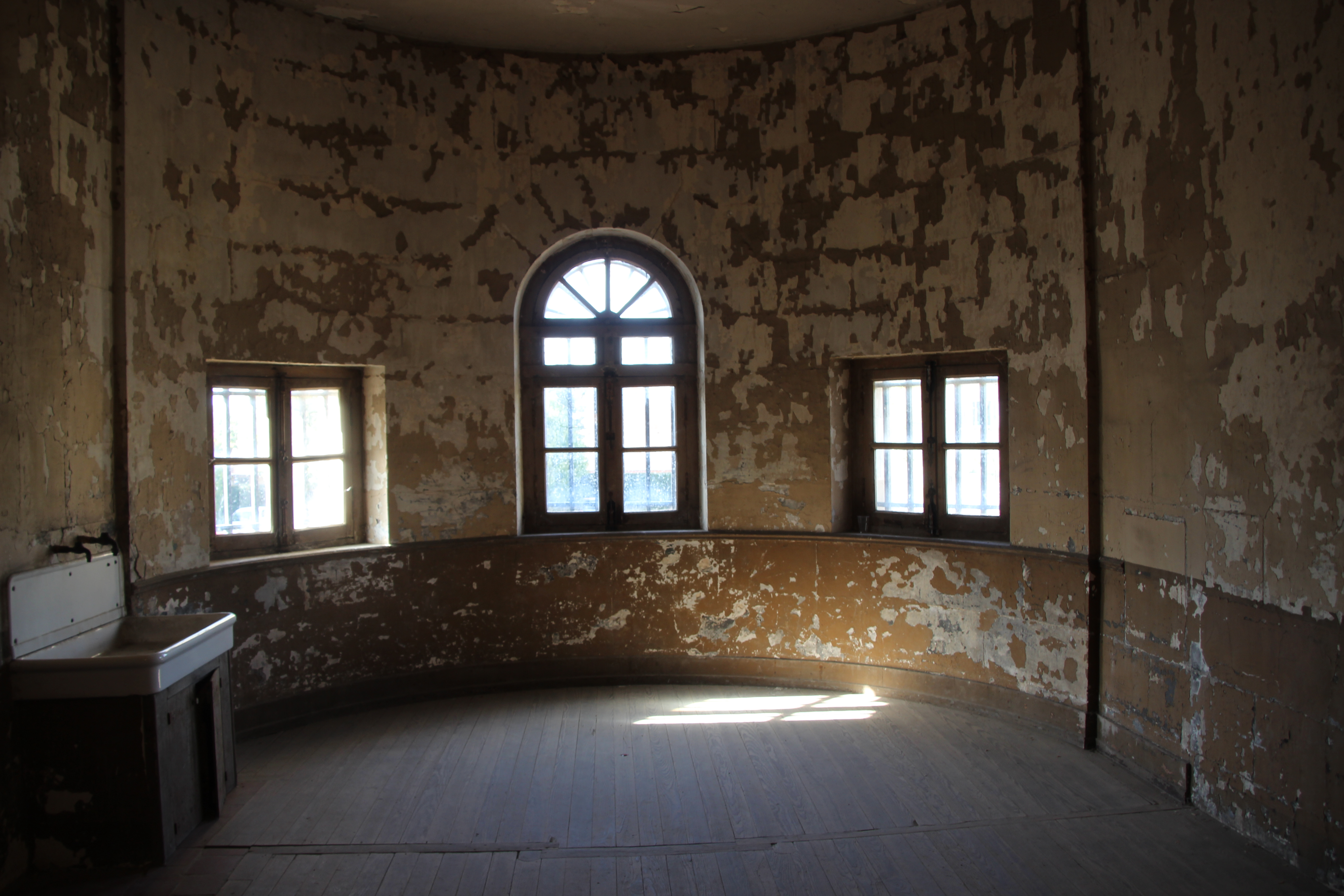
Salle à manger du logement de fonction du gardien-chef.

## Théories philanthropiques à l'épreuve de la réalité carcérale
Élaborée selon des théories philanthropiques, la prison est bientôt le lieu de difficultés quotidiennes et de problèmes de sécurité. Les détenus proviennent principalement des classes les plus pauvres et sont souvent incarcérés pour des délits mineurs. La vie dans la prison est également marquée par des inégalités de traitement avec l'application de compléments payants, améliorant les conditions de détention de ceux ayant les moyens mais laissant les autres dans des conditions plus que précaires.

### Problématique des locaux et du personnel pénitentiaire
La prison est sous la tutelle des ministères de l'Intérieur et de la justice. L'entretien doit être réalisé par la commune, puis par le Conseil général du Calvados. Une commission comprenant le maire, le sous-préfet, un médecin, un aumônier et des notables locaux est chargée de surveiller l'établissement.
Un règlement intérieur régit la vie collective, mais il semble perdu et n'est plus connu. Les principes qui ont prévalu à la construction de l'édifice se heurtent vite à une réalité quotidienne difficile : la prison connaît des problèmes d'entretien des locaux, d'éclairage, de chauffage et d'équipements insuffisants du point de vue sanitaire, entraînant des signalements sur une hygiène insuffisante aggravée par la surpopulation au fil des années. Une inspection de l'administration pénitentiaire juge sévèrement l'édifice dès le milieu du XIXe siècle. Les travaux demandés vers 1870 sont encore plus importants, touchant à la fois les conditions sanitaires et d'accueil des prisonniers et des visiteurs ainsi que l'état de la bâtisse en général. Par la suite, « les rapports deviennent [encore] plus alarmants ». Par ailleurs, les dégradations commises dans les locaux ou les équipements sont facturées aux détenus.
Le personnel employé est tout à la fois sous-qualifié et insuffisamment nombreux. Trois gardiens sont chargés de la surveillance des personnes enfermées. Le gardien-chef doit s'occuper de l'administration de l'établissement et de la gestion du personnel, ainsi que de tout ce qui a trait à la vie quotidienne, son épouse assure le rôle de gardienne pour les femmes et les enfants. Il y a un seul « gardien ordinaire ». Les rapports d'inspection brossent le portrait de quelques membres du personnel qui ne sont pas tous dénués de qualités, même si l'effectif est insuffisant, d'autant plus que le travail administratif tend à croître au fil des années.
Très vite l'administration constate que les murs isolant la cour permettent des échanges vocaux ou d'objets avec la ville, voire une évasion. Ce fait est aggravé par des défauts de surveillance et l'absence de mur de ronde. Un rapport du sous-préfet signale en 1880 que « la maison d'arrêt est en si mauvais état que les prisonniers peuvent s'évader de toute part ». Le gardien-chef souligne en 1921 ses difficultés face à la surpopulation et l'absence de réparations élémentaires, souhaitant dégager sa responsabilité et celle de ses subordonnés en cas d'évasion. Les évasions ou tentatives d'évasion sont de ce fait nombreuses et l'une d'entre elles, de 1846, est particulièrement impressionnante : le nommé Loudais est en effet passé par le grenier en perçant le mur de sa cellule, le trou est caché par une feuille et l'auteur ayant fabriqué sur place une longue corde.
De même, dès le début des années 1830, des « manques criants » sont signalés en particulier l'absence d'aménagements élémentaires de l'infirmerie et d'un infirmier. À la fin des années 1830, le médecin écrit au maire de la commune pour lui demander d'intercéder en faveur des malheureux prisonniers malades. Le médecin attaché à la prison en 1870 semble négligent dans la régularité des visites. Le manque d'hygiène élémentaire est souligné également dans le rapport du gardien-chef de 1921 : les détenus n'ont accès ni aux bains ni aux douches, et les toilettes sont dans un état préoccupant car leur contenu se répand régulièrement dans les couloirs et escaliers. Les détenus manquent également de linge et de sabots.

### Des détenus marqués par la misère sociale

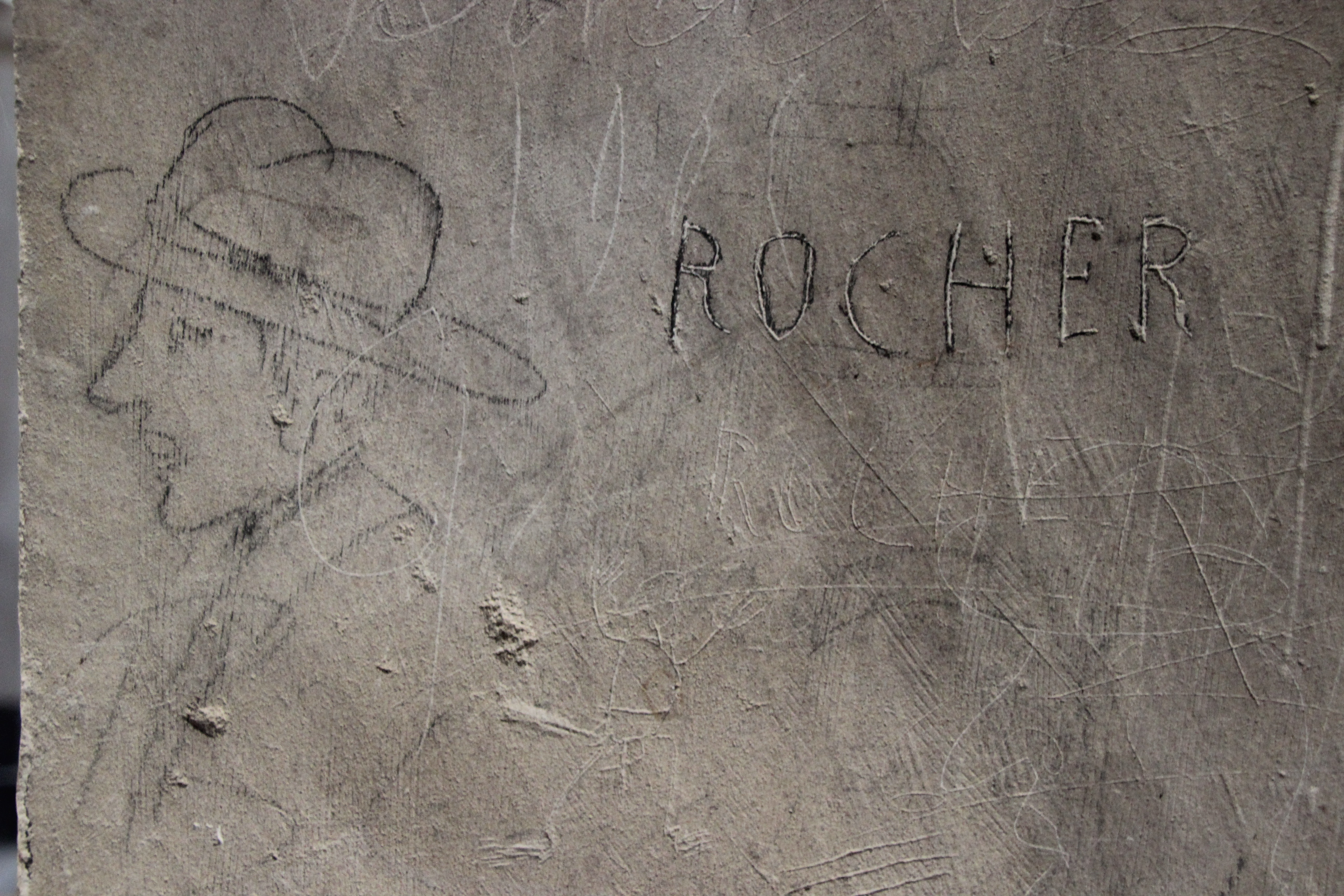
Superposition de plusieurs graffitis.

Les détenus de Pont-l’Évêque ont commis des délits mineurs. Les infractions plus graves et avec violence aboutissent à une détention à la prison de Beaulieu après la condamnation. L'édifice est d'abord occupé par environ 14 prisonniers puis environ 100 tout à la fin du XIXe siècle. La surpopulation carcérale est constatée également, trois hommes occupent les couchettes individuelles et les femmes font l'objet d'un transfert à Caen en 1874. Cette surpopulation semble être liée au développement des villes de la côte, Deauville, Trouville-sur-Mer et Honfleur.
Les registres d'écrou ont été étudiés de façon partielle et par sondage par Barbenchon et Dutour. La moyenne d'âge des détenus tourne autour de 30 ans, et parmi eux entre un quart et un tiers sont des femmes. Les mères incarcérées sont issues de la commune et de ses abords, et accompagnées de jeunes enfants de moins de deux ans ; elles sont la plupart du temps issues d'un milieu social modeste. Hommes et femmes sont incarcérés le plus souvent pour des délits mineurs : coups et blessures, vol simple ou mendicité<. À ces délits, s'ajoutent les outrages et surtout l'ivresse. L'absence de cellule de dégrisement dans les édifices communaux est un facteur d'aggravation de la situation interne de la prison. Comme constaté dans les registres, ils aboutissent à un enfermement qui va du simple dégrisement à quinze jours de détention. La situation liée à l'ivresse publique est réglée en 1901 seulement. Mention est relevée par Barbenchon et Dutour d'un outrage à la pudeur et de 15 % de détenus enfermés pour dettes, les archives témoignent d'« une impression latente de misère » selon les auteurs.
Les hommes incarcérés sont prévenus, condamnés, ou en attente de transfèrement. Les plus jeunes et les plus âgés sont incarcérés pour vagabondage. Les caractéristiques physiques sont indiquées, tout comme les vêtements qualifiés souvent d'usés ; les détenus possèdent des couvre-chefs, chapeaux ou coiffes. Seuls les détenus condamnés à un an de prison sont munis d'un uniforme. 43 % des détenus de 1884 sont journaliers et plus du tiers sont analphabètes. Les autres détenus sont issus de professions manuelles (marins, petits commerçants, manœuvres...) et aucun n'est issu de milieu bourgeois.

### Quotidien difficile marqué par de grandes inégalités de traitement

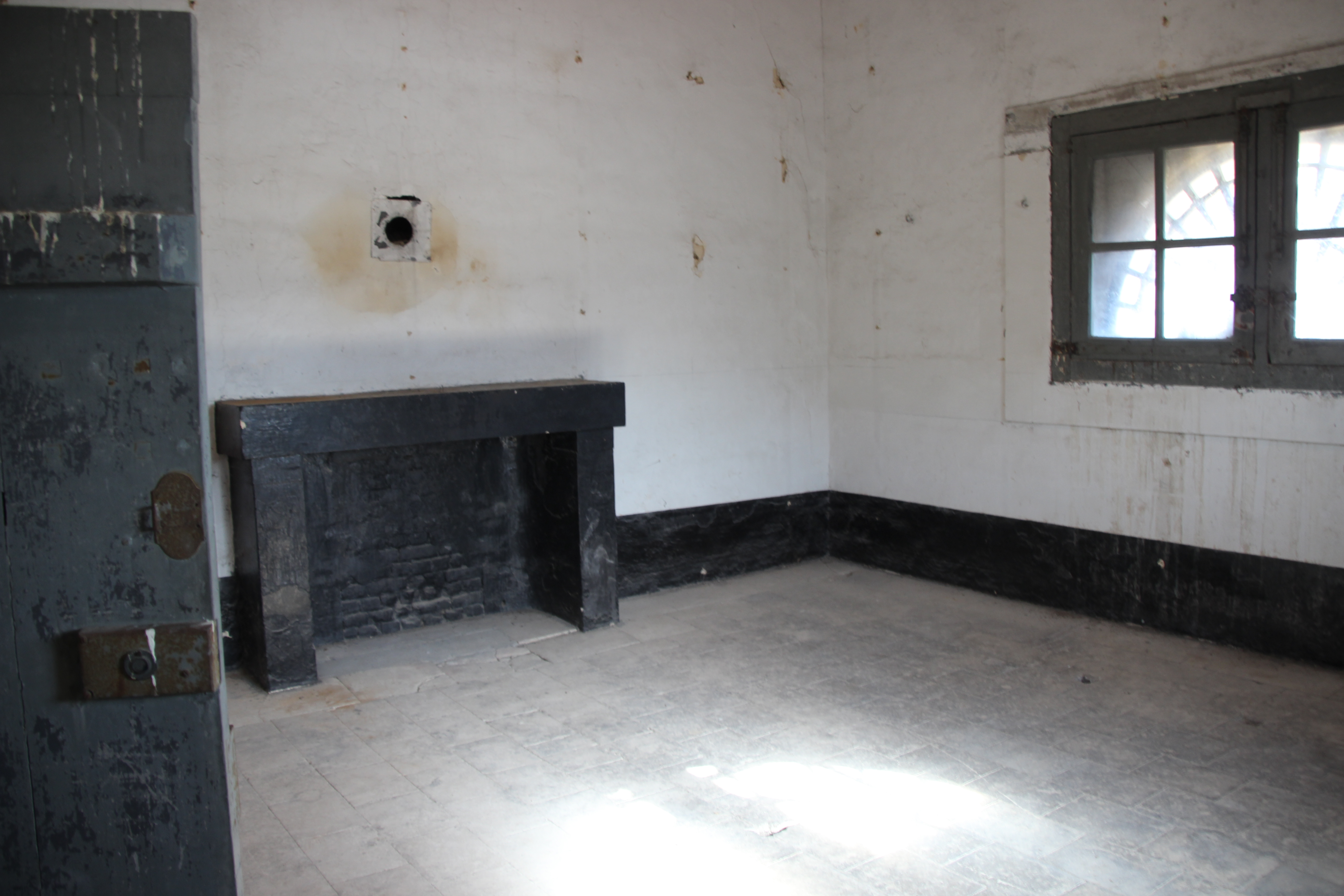
Cellule collective avec cheminée.

Les détenus travaillent. Des travaux confiés aux détenus ont été identifiés : des chaussons, des filets de pêche, de la couture et du tricot, des chaises, des bouchons pour bouteilles de cidre. La peine effectuée par les détenus est la plupart du temps courte, d'une dizaine de jours à un an, ce qui rend difficile l'apprentissage d'un travail quand il s'agit de tâches spécialisées. Le travail est réalisé quotidiennement dans des conditions difficiles, dans les cellules et sans éclairage, et le revenu du travail revient à 43 % aux détenus tandis que 49 % va aux entreprises et 8 % au trésor public.
Les repas coûtent à l'administration 0,49 franc par jour à la fin des années 1860. Dans la cuisine de la prison est préparée la soupe ; du pain est acheté à un boulanger. Certains détenus peuvent améliorer les repas contre rétribution. Cela occasionne des abus et finit par être réglementé par l'administration pour le contenu des suppléments alimentaires comme pour les fournisseurs. La nourriture, tant le pain que les éventuels suppléments, est de piètre qualité et en quantité insuffisante au moins au début des années 1860 comme le souligne un rapport. Le pain fourni en 1870 occasionne des problèmes intestinaux aux détenus du fait d'une qualité insuffisante des ingrédients et d'une mise en œuvre du même acabit, le boulanger est envoyé en formation chez un de ses confrères chargé de la même mission pour la prison de Caen.
Les détenus relativement aisés peuvent également troquer la simple paillasse contre un lit, une « chambre garnie » coûte à Pont-l'Évêque deux fois plus cher qu'à Bayeux ou Caen. Ces extras sont des revenus complémentaires pour les gardiens. La liste des objets de la vie quotidienne autorisés s'allonge à partir des années 1880 (tabac à priser, peignes, plume et porte-plume, carte postale...) à la suite d'une directive générale de l'administration.
La prison fait l'objet d'une fermeture administrative en 1921. Elle n'est rouverte que neuf ans plus tard.

Vie quotidienne du détenu
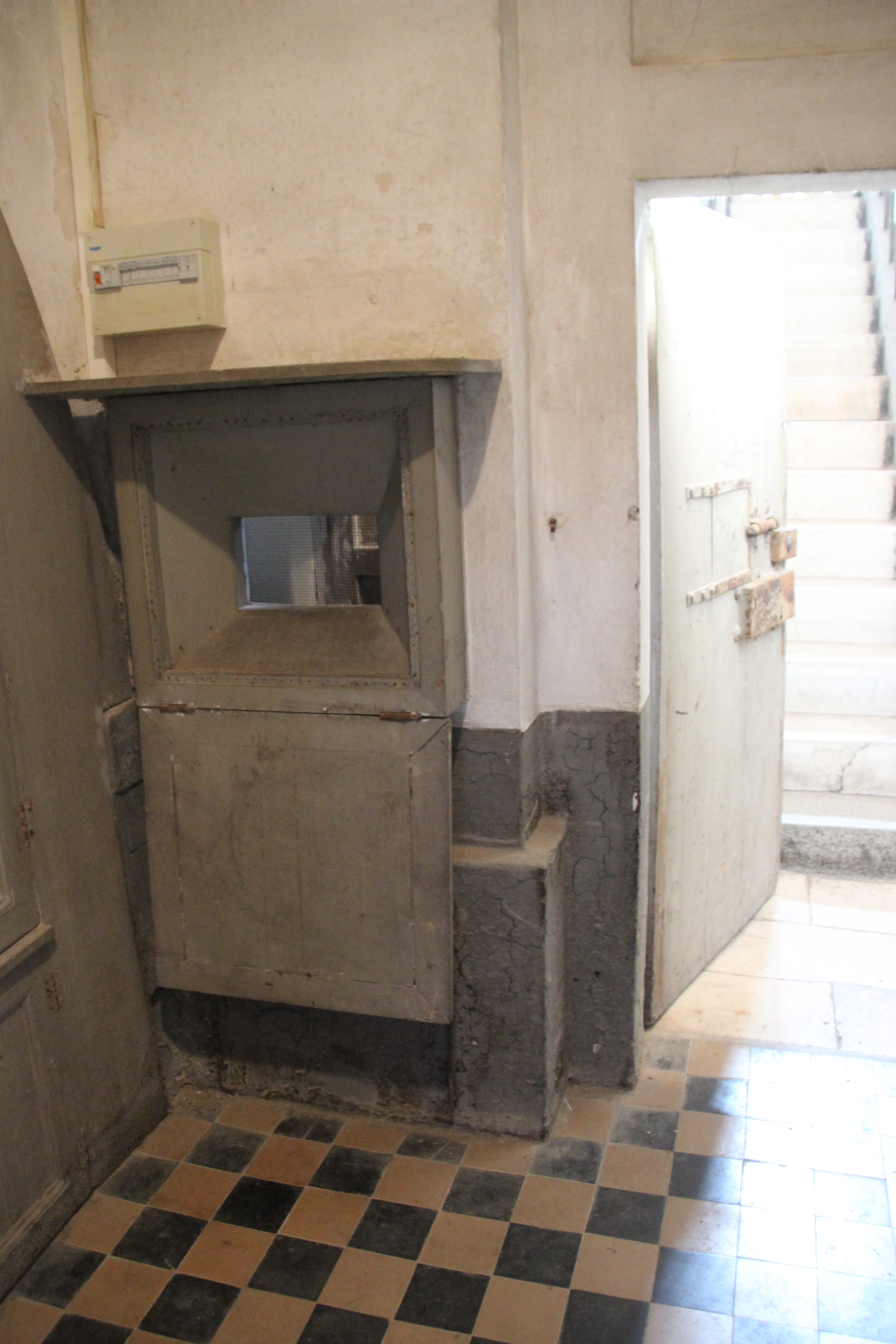
Parloir.
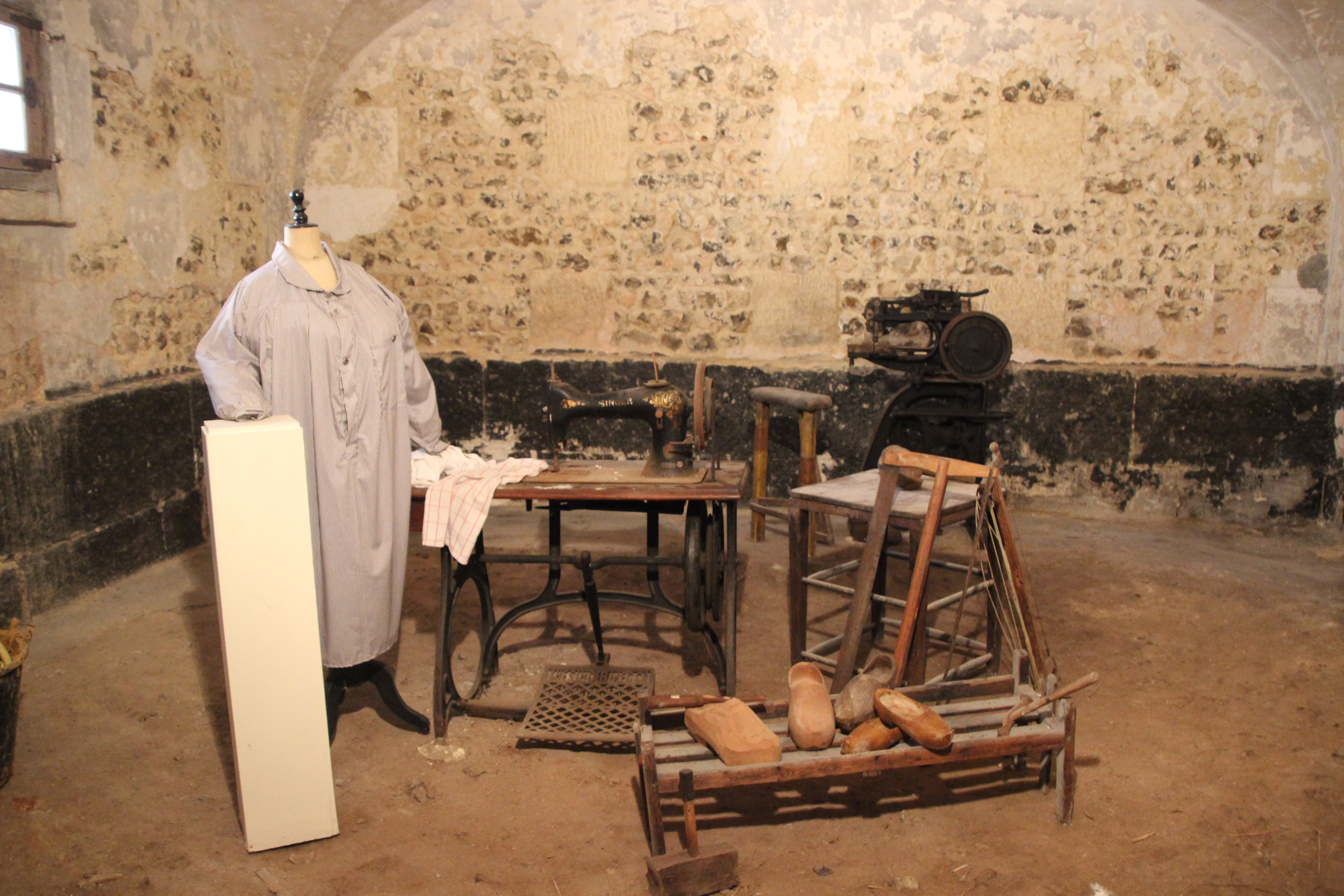
Atelier de sabotier.
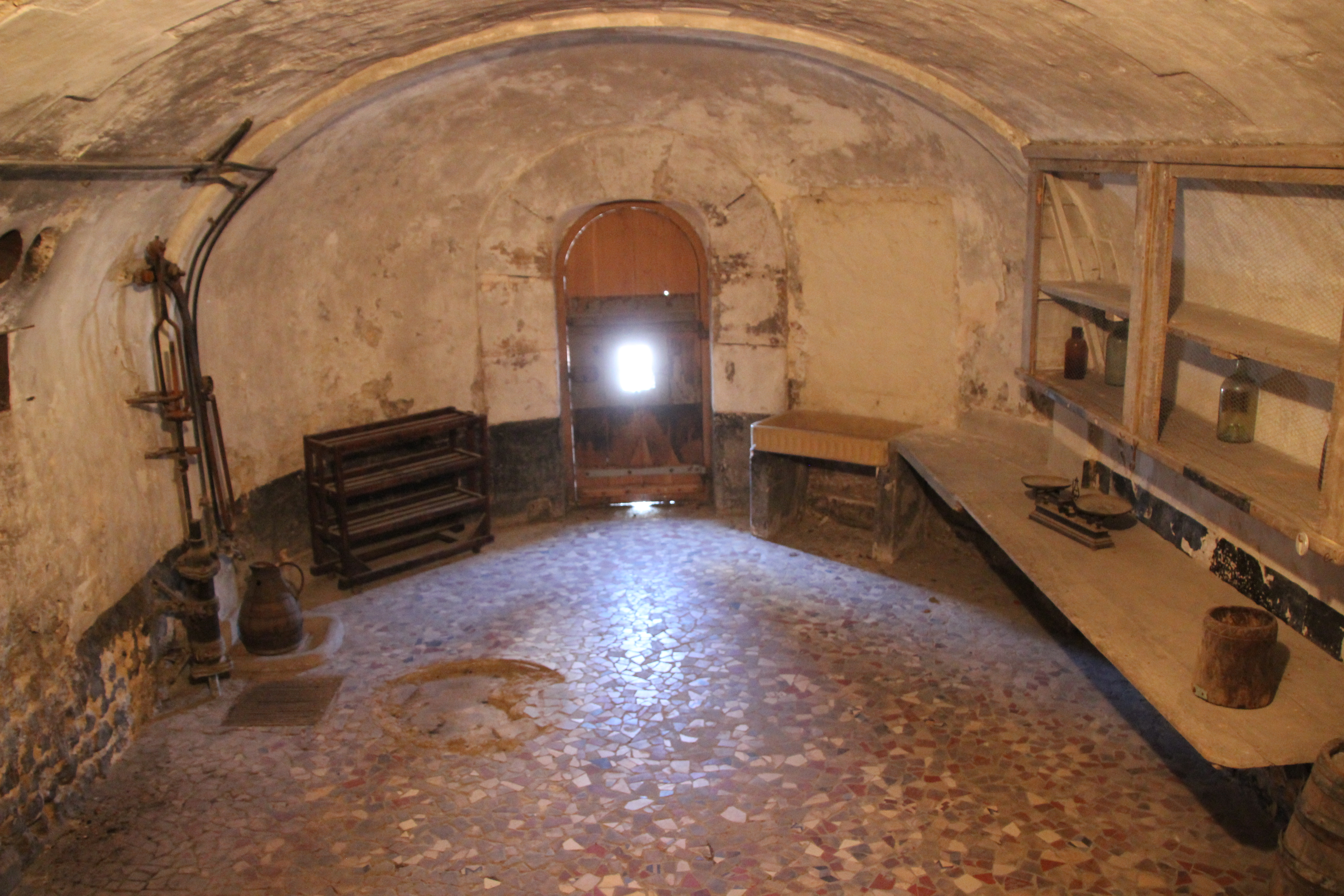
Cuisine.
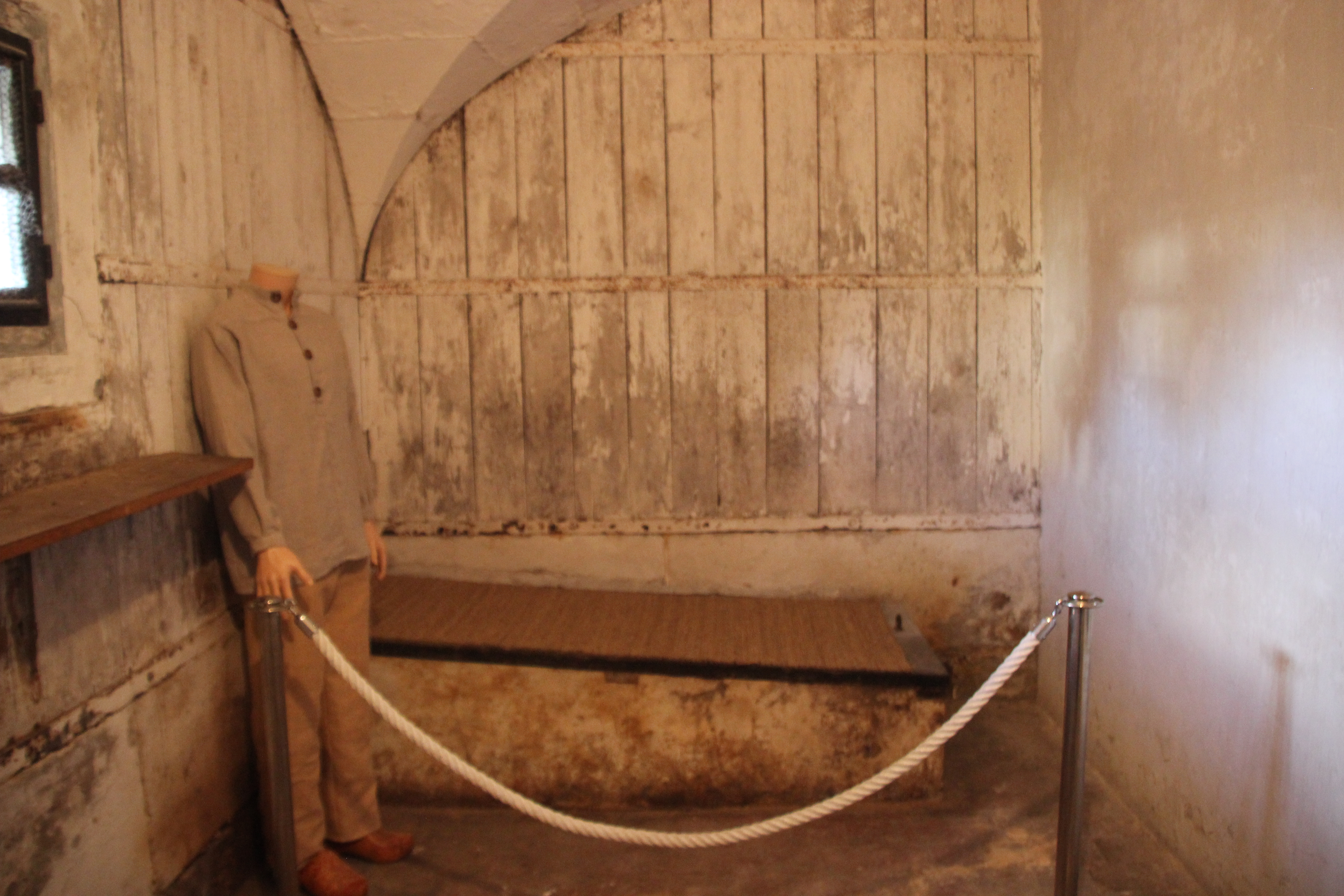
Mitard.

## Années 1940 et 1950: de l'Occupation à l'affaire de la «Joyeuse Prison»
L'édifice est un lieu de détention sous l'Occupation.
Après la seconde guerre mondiale, la prison est le lieu d'un scandale qui défraie la chronique judiciaire à la fin des années 1940 et dans les années 1950. Au point de départ, ce qui n'était que l'enquête à propos d'une évasion aboutit à un scandale retentissant, et la prison est fermée tant le fonctionnement des lieux était déficient. Le cinéma populaire s'empare du sujet et une comédie se base sur l'histoire, forgeant la légende de la « Joyeuse Prison ».

### Sous l'Occupation: une histoire sombre et méconnue
L'histoire de la prison pendant le second conflit mondial n'est pas évoquée ni même étudiée avant une conférence donnée dans la ville en mai 2022. La date de la conférence correspond à l'accès aux registres d'écrou au printemps 2022, à la suite d'un classement.
La prison de Pont-l'Évêque est sous l'Occupation le lieu d'emprisonnement de « plus de 150 » résistants, communistes et Juifs. Ce chiffre est incomplet en mai 2022 du fait de la dispersion des sources disponibles. Parmi « 130 résistants », 28 femmes, et la plupart sont « remis aux autorités allemandes ». Dans le même temps, la prison héberge également des « prisonniers de droit commun » condamnés à de courtes peines.
Les recherches historiques sont encore en cours à l'automne 2023. Les accès aux registres d'écrou sont possibles à compter du printemps 2022 à la suite d'un classement.
Une dizaine de militants communistes de Dives-sur-Mer est incarcérée de juillet à septembre 1941 ; en outre des militants originaires d'autres communes sont enfermés. En mai 1942, des otages communistes et juifs y sont détenus, transférés à la prison de Caen puis déportés. Ces personnes internées n’y restent pas longtemps, généralement, un ou deux jours, le temps de les transférer dans d'autres lieux . En juin 1944, une école de garçons sert également de lieu de détention. Plus de 1 080 personnes sont alors détenues dans la ville, dont 2/3 de soldats alliés.
Après leur passage dans la prison de Pont-l'Évêque et leur transfert dans des lieux encore inconnus, de nombreux détenus ne survivent pas au conflit, transférés vers les camps de concentration ou abattus lors d'exécutions sommaires comme 28 résistants abattus. à Saint-Pierre-du-Jonquet en juillet 1944, pour au moins deux résistants mentionnés dans les archives.
La prison de Pont-l'Évêque ne subit que quelques dégâts légers lors de la Seconde guerre mondiale décrits dans le dossier de dommages de guerre (926W/12) qui ne mentionne qu'un trou d'obus.

### Lieu d'une des nombreuses évasions de René la Canne

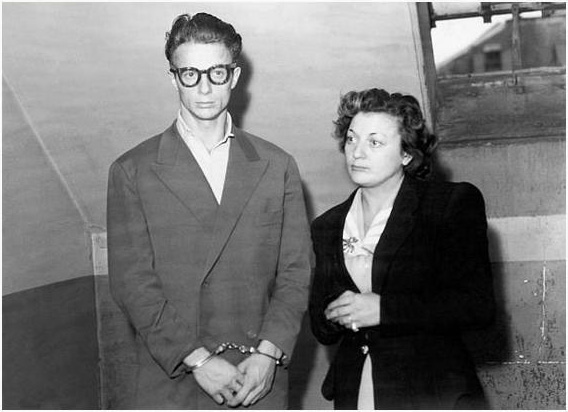
René la Canne en 1948.

René Girier, surnommé « René la Canne », ennemi public numéro un à l'époque, est incarcéré à Pont-l’Évêque après un casse d'une bijouterie de Deauville, ou après la tentative de vol d'une voiture pour laquelle il est condamné le 18 janvier 1949. Le criminel repenti décrit la prison dans ses mémoires publiés dans les années 1970.
René la Canne est dépeint par les journaux de l'époque comme l'« archétype de voyou au grand cœur », du fait de l'absence de violence et du choix de ses victimes, le bijoutier Van Cleef & Arpels ou le président du conseil Édouard Daladier. Son surnom provient du fait qu'il reste boiteux après une arrestation qui tourne mal.
Il s'évade 17 fois en huit ans de divers lieux de détention. Il s'évade de la prison de Pont-l’Évêque en avril 1949 sans utiliser les possibilités offertes par l'établissement dont les portes étaient ouvertes, mais bien en sciant les barreaux. Comme il s'était lié d'amitié avec le gardien-chef, il « va devoir s'ingénier à s'enfuir d'une prison de laquelle on peut sortir par la porte » selon le commissaire Roger Borniche. Il est repris en 1951.

### Du procès à la légende de la «Joyeuse Prison»

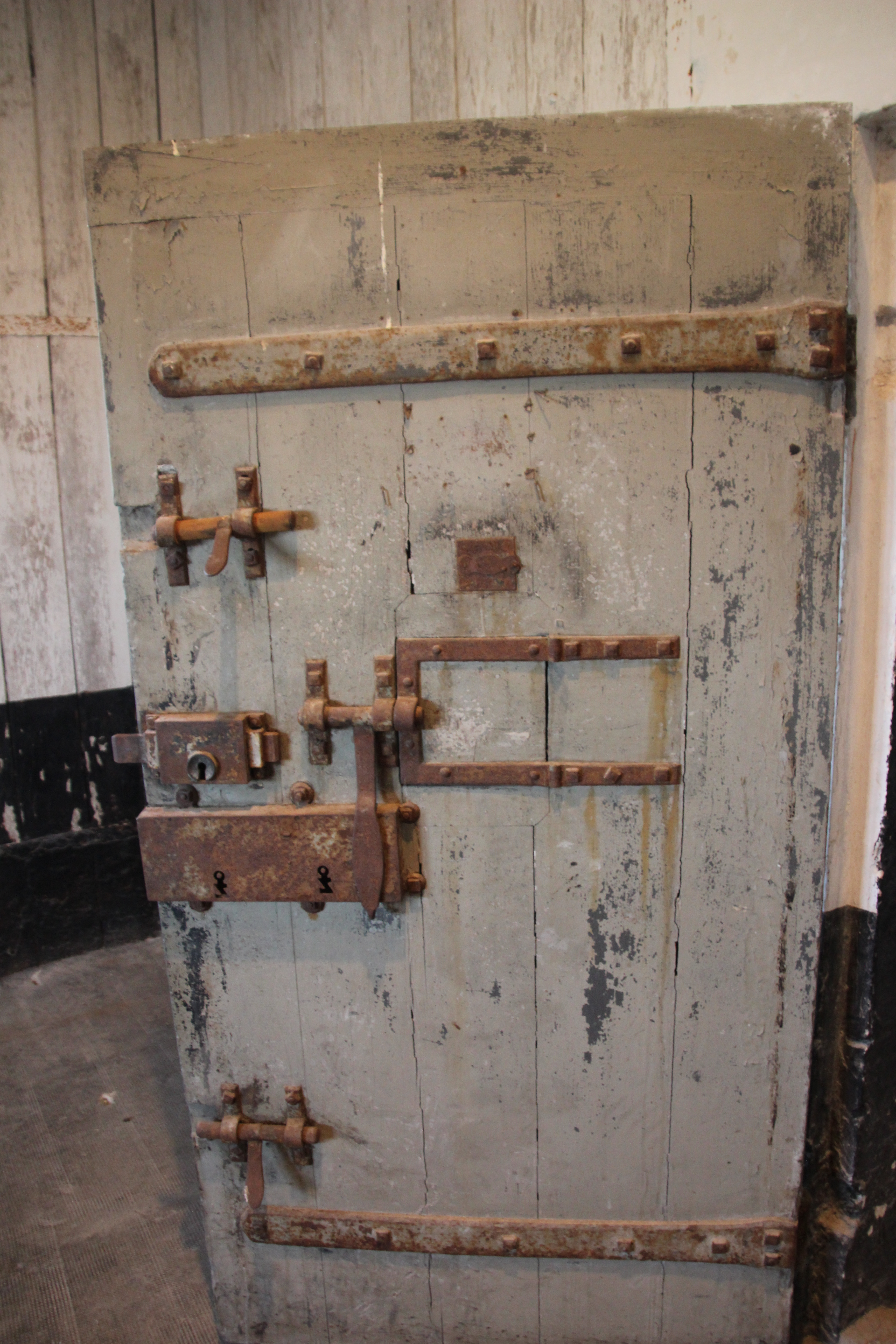
Porte d'une des cellules collectives.

L'enquête administrative menée met au jour un dysfonctionnement dont une ouverture en journée de la porte par le gardien-chef, Fernand Billa, les détenus devant théoriquement rentrer le soir et effectuant « des tâches inhérentes à la gestion de la prison ». La prison est fermée peu après en 1953.
L'affaire est jugée en octobre 1955 à la cour d'assises du Calvados, et donne lieu à un gros dossier de 10 kg et d'un mètre de haut. Huit prévenus comparaissent pour les chefs d'accusation de faux et usage de faux, certains détenus s'occupaient des fiches de paie des gardiens ou de la comptabilité et signaient à la place du gardien-chef, d'autres sortaient pour aller travailler ou aller au café. Le gardien-chef lors du procès semble « dépassé par les événements ».
La presse surnomme l'établissement « Joyeuse Prison » mais aussi « pension de famille pour gangsters » ou « prison pour les pieds nickelés » ou « prison à la bonne franquette » du fait du laxisme ambiant : régime de visites, de sorties, de privilèges, régime alimentaire amélioré tant en termes solides que liquides, de travaux réalisés chez les habitants de la ville y compris chez les magistrats du palais de justice voisin, visites conjugales, etc. Ce régime était réservé aux détenus pouvant payer ces privilèges, René la Canne évoque dans ses mémoires les sans-grades menant une « existence de bagnards, mourant de faim, de froid, rongés par la crasse, envahis de vermine », avec un régime carcéral strict.
L'administration pénitentiaire est jugée responsable, et le verdict aboutit à l'acquittement des détenus. Le gardien-chef, « ivrogne en poste depuis 1946 », est pour sa part révoqué et condamné à trois ans d'emprisonnement.
Un film qui s'inspire de l'affaire et réalisé par André Berthomieu, La Joyeuse Prison, sort dès 1956 avec Michel Simon dans le rôle du gardien-chef et avec également Darry Cowl à l'affiche dans le rôle de l'avocat et Robert Dalban.
Le téléfilm Meurtres à Pont-L'Évêque se base aussi sur cet arrière-fond historique, liant un meurtre survenu après l'évasion de René La Canne à un meurtre contemporain commis lors d'une fête autour de la "Joyeuse prison" (2020)

## Abandon et patrimonialisation
La prison est fermée et utilisée comme local d'archives pendant une quarantaine d'années. Acquis par la ville, l'édifice fait l'objet d'une restauration qui maintient en l'état l'intérieur et en fait un espace visitable unique, témoin d'un état de la traduction en architecture d'une idéologie de l'histoire carcérale.

### Prison désaffectée
L'édifice est abandonné par l’État et n'est plus entretenu après la fermeture de la prison. La cour des prisonniers et le mur d'enceinte sont détruits, à une époque que les différentes sources ne mentionnent pas.
Par la suite, l'édifice est utilisé comme dépôt d'archives, affecté à la conservation des hypothèques à partir du début des années 1960, ce jusqu'en 2005.
L'édifice est à nouveau jugé digne d'intérêt au cours des années 1990, car la prison ainsi que ses aménagements intérieurs sont inscrits aux monuments historiques par un arrêté du 5 décembre 1997 comme « témoignage exceptionnel du renouveau de l’architecture carcérale du XIXe siècle ». Le tribunal fait l'objet d'une inscription partielle le même jour pour certains de ses éléments.
L'édifice sert de décor lors du tournage des scènes de prison pour l'adaptation télévisuelle du roman de Victor Hugo Les Misérables par Josée Dayan à la fin des années 1990.

### Rare cas d'architecture carcérale visitable et valorisé

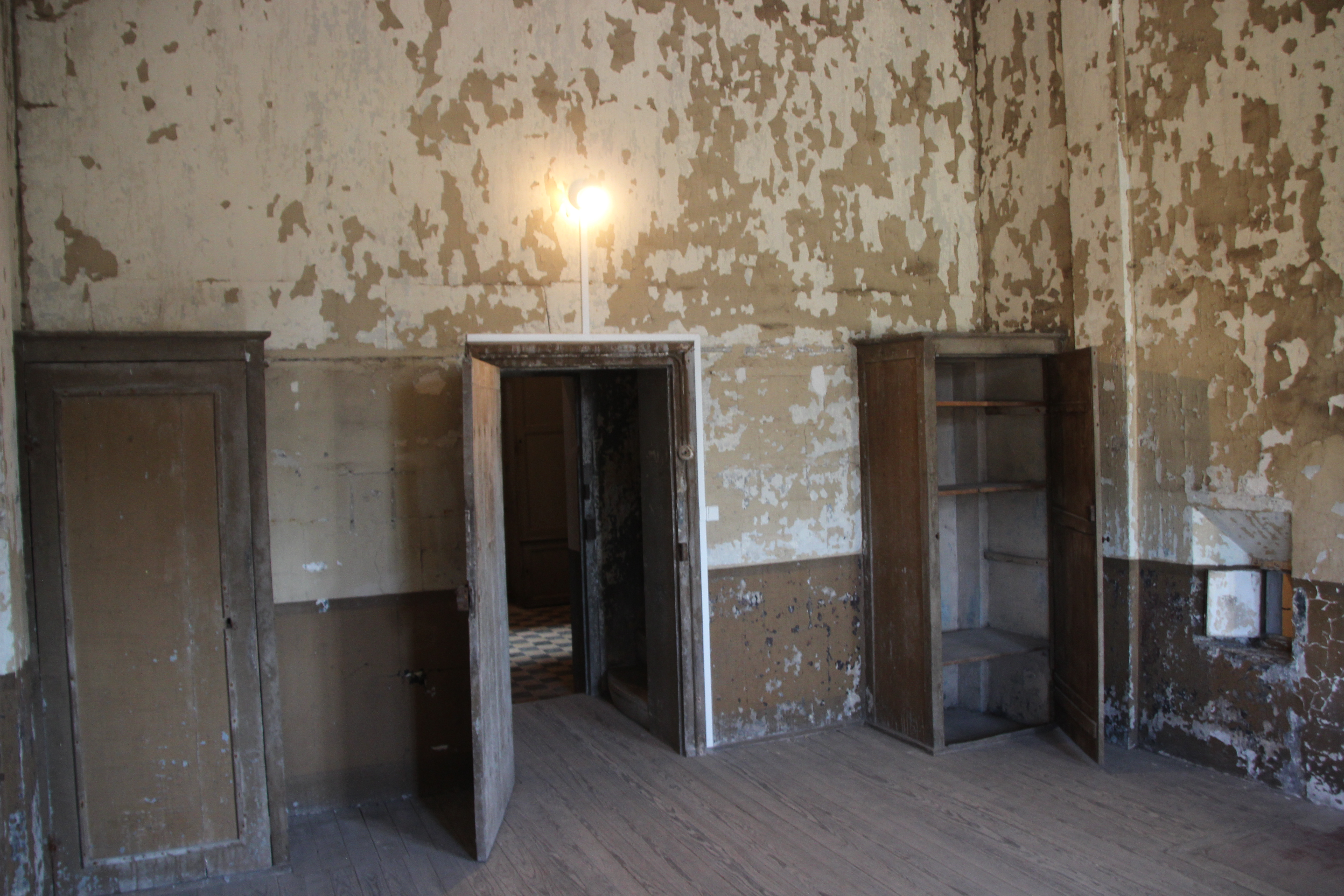
Une des anciennes cellules maintenue en état après restauration.

L'édifice est acquis par la ville en 2005 et mis « hors d'eau, hors d'air », mais l'architecture intérieure est maintenue en l'état. Le bâtiment est resté en effet à l'intérieur dans son état originel et constitue un « rare cas de valorisation de patrimoine carcéral ». Une restauration importante a lieu de septembre 2008 à juin 2009 afin de redonner aux toitures et aux façades leur aspect originel, à partir de documents conservés aux archives départementales du Calvados, pour un montant total supérieur à 500 000 €,. Les travaux concernent également le parement des façades ainsi que le remplacement de pierres du soubassement, qui ont souffert de l'humidité. Des fenêtres de la demi-tour ont pu être rétablies lors de la même opération. L'intercommunalité acquiert également le tribunal en 2010 afin d'en faire une école de musique.
L'édifice est géré par l'espace des Dominicaines. Des visites sont organisées ponctuellement par l'office culturel de la ville plus particulièrement pendant les Journées européennes du patrimoine depuis 2006 et durant l'été, avec un certain succès et ainsi que le premier samedi de chaque mois.
L'organisation d'une activité « prison de l'horreur » à l'occasion d'Halloween est jugée « indécente » en octobre 2023 par une association historique locale désireuse de rappeler que le lieu a été utilisé comme lieu de détention de résistants pendant le second conflit mondial. Cette activité festive débute en 2018.

### Édifice bâti à une époque charnière de l'évolution des théories carcérales

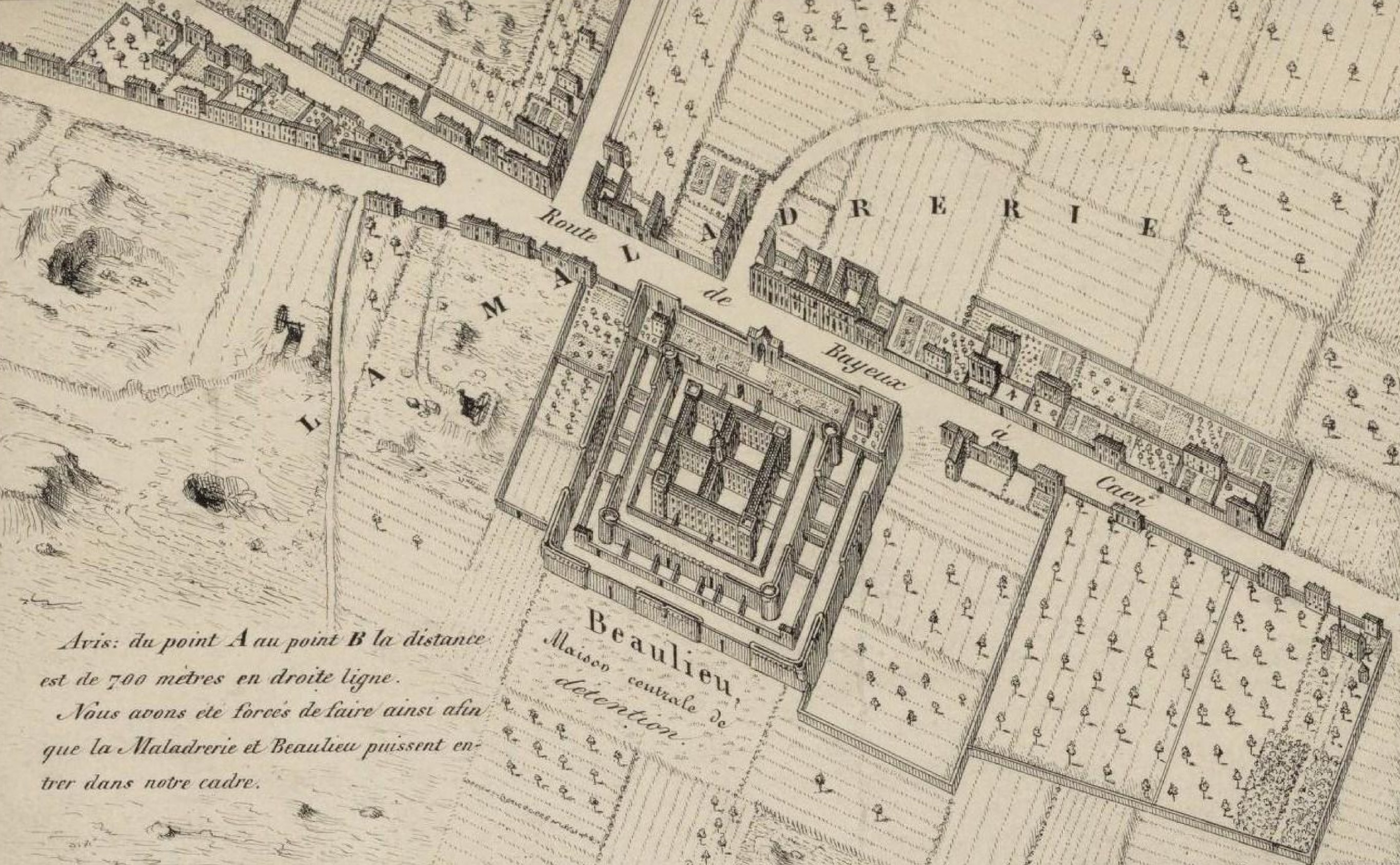
Plan de Lecointe de la prison de Beaulieu à Caen, vers 1850.

Les prisons construites ultérieurement obéissent aux conceptions du régime pennsylvanien où les détenus sont isolés, comme à la prison de Caen. La prison est l'outil d'« un système carcéral respectueux des nouveaux droits humains » et la cellule individuelle a une finalité rédemptrice. Le système philadelphien est adopté en France en 1841, avec cellules de 9 m2, promenoirs et parloirs. L'architecture des édifices est circulaire ou semi-circulaire pour faciliter la surveillance. Harou-Romain théorise un modèle de prison panoptique et circulaire, et propose un « pénitencier cellulaire agricole » en 1847. 45 prisons obéissent à ce schéma à partir du milieu du XIXe siècle.
La prison de Pont-l’Évêque, avec ses cellules collectives, n'obéit pas aux principes philadelphiens mais les préoccupations sont déjà présentes. Elle est « un des derniers témoignages de l’univers carcéral tel qu’il se concevait encore sous l’Ancien Régime mais où l’on sent poindre les premières réflexions de ce qu’il deviendra deux décennies plus tard » et constitue « un maillon essentiel de l’histoire de l’architecture carcérale française ».
La prison de Pont-l’Évêque, « archétype » des prisons du début du XIXe siècle hormis l'épisode de l'affaire de la « Joyeuse Prison », est un lieu de détention banal comme l'ont montré Barbenchon et Dutour, « victime de l'impassibilité des autorités devant la situation des détenus : surpopulation, manque d'hygiène, absence d'aide psychologique ou morale, encore moins de recherche pour la réinsertion des détenus libérés ». Le paradoxe est grand avec l'idéal philanthropique qui a prévalu à son édification et c'est un élément de réflexion sur la situation de la détention contemporaine.